# Хагуро (крейсер)

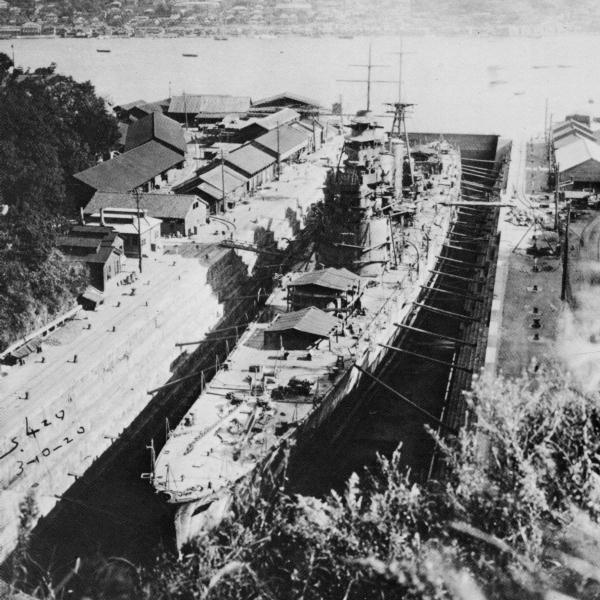
Крейсер під час будівництва у 1928 році

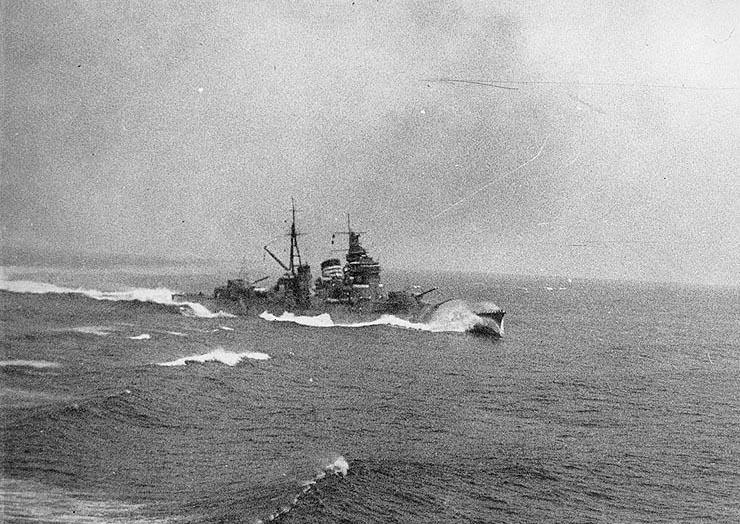
Хагуро в 1936 році у штормовому морі

Хагуро (Haguro, яп. 羽黒) — важкий крейсер Імперського флоту Японії, який взяв участь у Другій світовій війні.
Корабель, який належав до крейсерів типу «Мьоко», спорудили 1929 року на верфі компанії Mitsubishi у Нагасакі.
Відомо, що 20—21 серпня 1937-го на тлі початку Другої японо-китайської війни Хагуро разом з великою групою важких крейсерів та есмінців вирушив до узбережжя Центрального Китаю, де з 13 серпня почались бої в Шанхаї. Загін доправив сюди військовослужбовців і 22 серпня відбулась висадка японського десанту за кілька десятків кілометрів на схід від Шанхаю, що зменшило тиск китайських військ на значно менш численний гарнізон, який японці утримували в певній зоні міста після конфлікту 1932 року («Інцидент 28 січня»).
Станом на 1941 рік корабель належав до 5-ї дивізії крейсерів та на початку грудня перебував на Палау (західна частина Каролінських островів). 6 грудня Хагуро разом із двома іншими крейсерами дивізії під охороною двох есмінців вийшов з Палау для виконання функції дистанційного прикриття рейду авіаносця «Рюдзьо» на Давао (стався 8 грудня в день атаки на Перл-Гарбор — тільки по другу сторону лінії зміни дат) та допоміжного десанту на сході Філіппінського архіпелагу. 12 вересня відбулась висадка в Легаспі на південно-східному узбережжі острова Лусон, а через три доби загін повернувся на Палау.
17 грудня 1941-го крейсери знову вийшли в море в межах операції з оволодіння портом Давао на південному узбережжі острова Мінданао. 20 числа Давао опинилося в руках японців, а вже за чотири доби загін дистанційного прикриття забезпечував проведення операції проти Голо на однойменному острові в архіпелазі Сулу. Після цього Хагуро повернувся на Палау.
28—31 грудня 1941-го Хагуро перейшов до затоки Давао на якірну стоянку в бухті Малалаг-Бей (чотири десятки кілометрів на південний захід від самого Давао), а 9 січня 1942-го вийшов звідси в межах операції з висадки в Менадо на північно-східному півострові острова Целебес. Цього разу Хагуро діяв у парі з важким крейсером «Наті», оскільки третій корабель дивізії «Мьоко» через пошкодження авіацією був вимушений вирушити на ремонт до Японії. Висадка відбулася в ніч проти 11 січня, але загін дистанційного прикриття виконував свої функції до 14 числа. 20 січня ці самі крейсери вийшли з Давао для прикриття десанту на південно-східний півострів острова Целебес до Кендарі, який відбувся 24 січня.
29 січня 1942-го Хагуро та «Наті» вирушили з Давао до якірної стоянки Бангка (поблизу Менадо) в межах підтримки операції проти острова Амбон, висадка на який відбулась 31 січня. Повернувшись до Давао, вони вже 6 лютого попрямували звідси для підтримки наступного десанту до Макассару (південно-західний півострів острова Целебес). Загін пройшов через море Серам у море Банда та зайняв позицію за дві з половиною сотні кілометрів на південний захід від Амбону. Висадка в Макассарі відбулася в ніч проти 8 лютого та не зустріла протидії зі сторони надводних кораблів союзників, тому вже 10 лютого Хагуро прибув до затоки Старінг-Бей поблизу Кендарі.
17 лютого 1942-го Хагуро у складі того ж загону дистанційного прикриття полишив Старінг-Бей у межах операції проти острова Тимор, десантування на який відбулось 20 числа, а 22 лютого Хагуро повернувся у вихідний пункт на Целебесі.
24 лютого 1942-го Хагуро та «Наті» вийшли зі Старінг-Бей у межах операції проти головного острова Нідерландської Ост-Індії Яви. Цього разу, зваживши на наявність у портах Яви значних сил союзників, японське командування змінило традиційну схему операції та не стало утворювати окремий загін дистанційного прикриття. 26 лютого в районі на південь від Банджермасіна (південно-східне завершення Борнео) крейсери 5-ї дивізії об'єдналися з охороною транспортного загону, так що виникло з'єднання у складі 2 важких і 2 легких крейсерів та 16 есмінців. Того ж 26 лютого гідролітак з Хагуро провів розвідку гавані Сурабаї, на яку базувались союзні сили, але був втрачений під час операції з підйому на борт крейсера. Дізнавшись про вихід союзних сил у море, японці залишили з транспортами 2 есмінці, а інші кораблі попрямували назустріч ворогу, що вилилося в битву 27—28 лютого в Яванському морі. На початку бою Хагуро та Наті вели вогонь по нідерландському легкому крейсеру HNLMS De Ruyter та досягли двох влучань снарядами головного калібру, проте обидва вони не здетонували. Далі Хагуро дав перший залп із 8 торпед, який не приніс якогось успіху, а невдовзі після цього поцілив снарядом головного калібру британський крейсер HMS Exeter, швидкість якого впала до 11 вузлів. За кілька хвилин нова торпеда з Хагуро поцілила й потопила нідерландський есмінець HNLMS Kortenaer, але наступний залп із 8 торпед з Хагуро по HMS Exeter знову був невдалим. За кілька годин, уже вночі, бій відновився. HNLMS De Ruyter, поцілений черговою торпедою Хагуро, втратив хід та за кілька годин затонув. У підсумку союзні сили були розгромлені, що дозволило японцям у ніч проти 1 березня розпочати висадку на сході Яви.
Вранці 1 березня 1942-го загін, до якого входили Хагуро та «Наті», під охороною 2 есмінців виявив HMS Exeter у супроводі двох есмінців, який намагався прорватись із Сурабаї в напрямку Австралії в обхід Яви зі сходу, що призвело до зіткнення, відомого як Друга битва у Яванському морі. Загін Хагуро розпочав переслідування, при цьому незадовго до опівдня кораблі союзників перестріли інші 2 важкі крейсери «Асігара» (штабний корабель командувача всієї операції) і «Мьоко» (третій крейсер 5-ї дивізії, який тільки-но повернувся після ремонту). Саме останні першими вступили в бій, а через 55 хвилин вогонь по ворогу відкрив і загін Хагуро. За кілька хвилин британський крейсер отримав перше влучання снарядом, а потім по ньому провели вдалу торпедну атаку 2 есмінці. Всього через 40 хвилин після першого влучання HMS Exeter затонув.
3 березня 1942-го Хагуро прибув на південь Целебесу, а 10 березня вирушив на північ (за кілька діб до того сили союзників на Яві капітулювали). 20 березня крейсер досягнув Сасебо (обернене до Східнокитайського моря узбережжя Кюсю), де до початку квітня проходив короткочасний ремонт.
18 квітня 1942-го крейсер вийшов у море в межах спроб наздогнати американські кораблі, які провели перше повітряне бомбардування Японії («рейд Дуліттла»). Втім, досягнути якогось результату не вдалось і 22 квітня Хагуро повернувся на Японські острови.
Тим часом японське командування запланувало операцію, яка мала за мету узяття під контроль центральних і східних Соломонових островів, а також Порт-Морсбі на оберненому до Австралії узбережжі Нової Гвінеї. 23—27 квітня 1942-го Хагуро разом із другим крейсером 5-ї дивізії «Мьоко» (третій корабель уже був переведений у інший підрозділ) здійснив перехід на атол Трук у центральній частині Каролінських островів (тут ще до війни створили потужну базу японського ВМФ, з якої до лютого 1944-го провадились операції в цілому ряді архіпелагів). 1 травня Хагуро та «Мьоко» рушили в похід разом із 2 авіаносцями під охороною 6 есмінців. У підсумку надводні сили так і не вступили в бій, а після битви авіаносців у Кораловому морі, яка відбулась 8 травня, японську операцію скасували.
З 13 травня 1942-го крейсери 5-ї дивізії під прикриттям 3 есмінців здійснювали дистанційне прикриття операції узяття під контроль островів Науру та Оушен. Десантний загін уже рушив до Науру, проте 15 травня надійшло повідомлення про перебування в регіоні американського авіаносного з'єднання (це були авіаносці USS Enterprise та USS Hornet, які не встигли прибути вчасно, щоб узяти участь у битві в Кораловому морі). На основі цієї інформації японці скасували операцію з оволодіння Науру (лише в серпні, після висадки американців на Гуадалканалі, вони повернуться до питання розширення контролю на сході Мікронезії), а Хагуро та «Мьоко» 17 травня знову були на Труці, звідки того ж дня рушили до Японії та 22 числа досягнули Куре.
27 травня 1942-го Хагуро та інший крейсер 5-ї дивізії вирушили із Внутрішнього Японського моря в межах операції з оволодіння атолом Мідвей. Вони належали до з'єднання великих артилерійських кораблів адмірала Кондо, яке загалом налічувало 2 лінкори та 4 важкі крейсери під охороною легкого крейсера та 7 есмінців. Після катастрофічної поразки авіаносного з'єднання в битві 4 червня висадку на Мідвеї скасували, а частину кораблів перенаправили для підсилення алеутського напрямку. Зокрема, туди одразу відправили 2 важкі крейсери 4-ї дивізії, що стосується Хагуро та «Мьоко», то вони були придані Північним силам лише 13 червня та виконували це завдання до 23 червня, коли прибули в порт Сендай (на східному узбережжі острова Хонсю).
Із Алеутами був пов'язаний і наступний похід Хагуро. 28 червня 1942-го він вийшов з Омінато (важлива військово-морська база на північному завершенні Хонсю) у складі великого з'єднання адмірала Какуто, яке включало ще 2 важкі крейсери, 1 важкий та 1 легкий авіаносці під ескортом 3 легких крейсерів та 14 есмінців. Завданням загону було прикриття доставки підкріплень на Киску (острів, зайнятий японцями на початку червня в межах єдиного задуму з мідвейською операцією) та протидія можливій американській контратаці. 7 липня з'єднання розпочало повернення з Алеутів, зокрема Хагуро 12 липня прибув до Внутрішнього Японського моря.
7 серпня 1942-го союзники висадились на сході Соломонових островів, що започаткувало шестимісячну битву за Гуадалканал та змусило японське командування перекидати сюди підкріплення. 11 серпня Хагуро вийшов із Йокосуки у складі великого загону надводних кораблів, який загалом налічував 1 лінкор, 5 важких крейсерів та 1 гідроавіаносець під охороною легкого крейсера та 10 есмінців. 17 серпня вони прибули на атол Трук у центральній частині Каролінських островів (тут ще до війни створили потужну базу японського ВМФ, з якої до лютого 1944-го провадились операції в цілому ряді архіпелагів). 20 серпня з Труку в межах операції проведення конвою з великими підкріпленнями для Гуадалканалу вийшли кілька з'єднань, зокрема Хагуро разом зі ще 4 важкими крейсерами під охороною легкого крейсера та 5 есмінців становив головні сили адмірала Кондо. 24 серпня відбулась битва авіаносних з'єднань біля східних Соломонових островів, а наступного дня рух конвою остаточно припинили внаслідок ударів авіації з наземних аеродромів. Певний час кораблі Кондо, які так і не вступили в бій з надводними силами ворога, перебували в морі, а 5 вересня повернулись на Трук.
9 вересня 1942-го Хагуро вийшов з Труку у складі з'єднання із 2 лінкорів та 5 важких крейсерів, щоб у взаємодії з іншим угрупованням (2 авіаносці, легкий авіаносець, 2 лінкори та 3 важкі крейсери) патрулювати північніше від Соломонових островів у межах підтримки операцій на Гуадалканалі. Втім, цього разу до якогось зіткнення з супротивником не дійшло і 23 вересня японські сили повернулись на Трук. 29 вересня — 5 жовтня Хагуро прямував до Сасебо, де пройшов черговий ремонт.
30 листопада — 8 грудня 1942-го Хагуро та «Мьоко» пройшли з Йокосуки до Рабаула (головна передова база в архіпелазі Бісмарка, з якої здійснювались операції на Соломонових островах і сході Нової Гвінеї) та доправили туди бійців морської піхоти. Висадивши їх, крейсери одразу попрямували на Трук.
31 січня 1943-го Хагуро вийшов з Трука у складі великого з'єднання, яке включало ще 3 важкі крейсери, 2 важкі та 1 легкий авіаносці, 2 лінкори під ескортом легких крейсерів та есмінців. Завданням загону було патрулювання північніше від Соломонових островів задля прикриття евакуації японських сил з Гуадалканалу. Остання завершилась 9 лютого і тоді ж Хагуро повернувся на Трук.
8—13 травня 1943-го Хагуро пройшов до Японії у складі загону, до якого також входили 1 лінкор, 2 ескортні авіаносці та ще один важкий крейсер. На момент їх прибуття до метрополії американці вже почали операцію на Алеутах з узяття під контроль острова Атту (був захоплений японцями влітку 1942-го). У межах заходів з протидії ворожій операції японське командування почало нагромаджувати сили (зокрема, викликало додатковий загін з Труку), проте так і не встигло ввести їх у бій до завершення боїв на Атту. Втім, Хагуро та «Мьоко» з 19 травня по 12 червня перебували на Парамуширі (Курильські острови).
З 16 червня по 18 липня 1943-го Хагуро пройшов ремонт у Сасебо, під час якого, зокрема, його зенітне озброєння підсилили чотирма спареними установками 25-мм автоматів. Невдовзі після цього Хагуро повернувся до Океанії, для чого 31 липня — 5 серпня здійснив перехід на Трук разом зі ще одним важким крейсером та лінкором. 6—10 серпня Хагуро пройшов до Рабаула та назад, виконавши завдання з доставки туди військ.
У середині вересня 1943-го американське авіаносне з'єднання здійснило рейд проти зайнятих японцями островів Гілберта (лежать південніше від Маршаллових островів). У відповідь 18 вересня з Труку на схід вийшли значні сили (2 авіаносці, 2 лінкори, 7 важких крейсерів та інші кораблі), до яких належав і Хагуро. Японці попрямували до атола Еніветок (крайній північний захід Маршаллових островів), проте в підсумку так і не вступили в контакт з союзними силами та 25 вересня повернулись на базу.
11—13 жовтня 1943-го Хагуро разом зі ще одним важким крейсером пройшов у супроводі двох есмінців до Рабаула. На той час вже завершилась битва за архіпелаг Нью-Джорджія в центральній частині Соломонових островів, і японське командування очікувало подальшого розвитку ворожого наступу. 1 листопада союзники справді висадилися на острові Бугенвіль, лише за чотири сотні кілометрів на південний схід від Рабаула. Тієї ж доби для атаки на ворожі кораблі біля плацдарму вирушив японський загін, який включав важкі крейсери «Хагуро» та «Мьоко», 2 легкі крейсери та 6 есмінців (не рахуючи есмінців транспортної групи). Похід закінчився зіткненням у ніч проти 2 листопада, відомим як битва в затоці Імператриці Августи. Японські кораблі підійшли до плацдарму трьома колонами, при цьому Хагуро був у центральній — за важким крейсером «Мьоко». Через невдалі дії командира правої колони її кораблі в темряві перетнули курс центральної, унаслідок чого «Мьоко» таранив і пошкодив есмінець (надалі його добив ворожий артилерійський вогонь). Легкий крейсер, що очолював ліву колону, потрапив під зосереджений вогонь ворожих крейсерів і швидко зазнав важких пошкоджень. Хагуро теж став ціллю для американців та протягом двадцяти хвилин був уражений десятьма 155-мм та 127-мм снарядами, хоча більшість з них і не здетонувала. У таких умовах командир японського загону наказав повернути назад, полишивши пошкоджений легкий крейсер на полі бою (також буде добитий ворогом). Гідролітак з Хагуро, який запустили перед боєм, зник безвісти.
4—7 листопада 1943-го Хагуро пройшов з Рабаула на Трук (можливо відзначити, що в цей же період до Рабаула прибула велика група крейсерів для нової контратаки, проте 5 листопада внаслідок рейду американського авіаносного угруповання одразу 5 японських важких крейсерів зазнали пошкоджень, що фактично остаточно зняло загрозу для сил висадки на Бугенвілі). 12—17 листопада Хагуро прямував до Японії, після чого кілька тижнів проходив ремонт у Сасебо, під час якого, зокрема, отримав додатково вісім одинарних установок 25-мм зенітних автоматів (це збільшило загальну кількість стволів такого калібру на кораблі до 24 одиниць).
У грудні 1943-го Хагуро залучили до операції «Бо Го», метою якої була доставка підкріплень до Кавієнга — другої за значенням японської бази в архіпелазі Бісмарка, розташованої на північному завершенні острова Нова Ірландія. У цей період комунікації до архіпелагу перебували під дедалі більшим тиском союзників, тому перекидання великих військових контингентів було доцільно вести за допомогою швидкісних військових кораблів. 23 грудня Хагура вийшов з Куре у складі конвою «Бо № 2 Го», при цьому він мав на борту понад п'ять сотень бійців, дві десантні баржі «Дайхацу» та озброєння. З 29 грудня 1943 по 2 січня 1944 загін перебував на Труці, а потім до 5 січня здійснив рейс до Кавієнгу та назад.

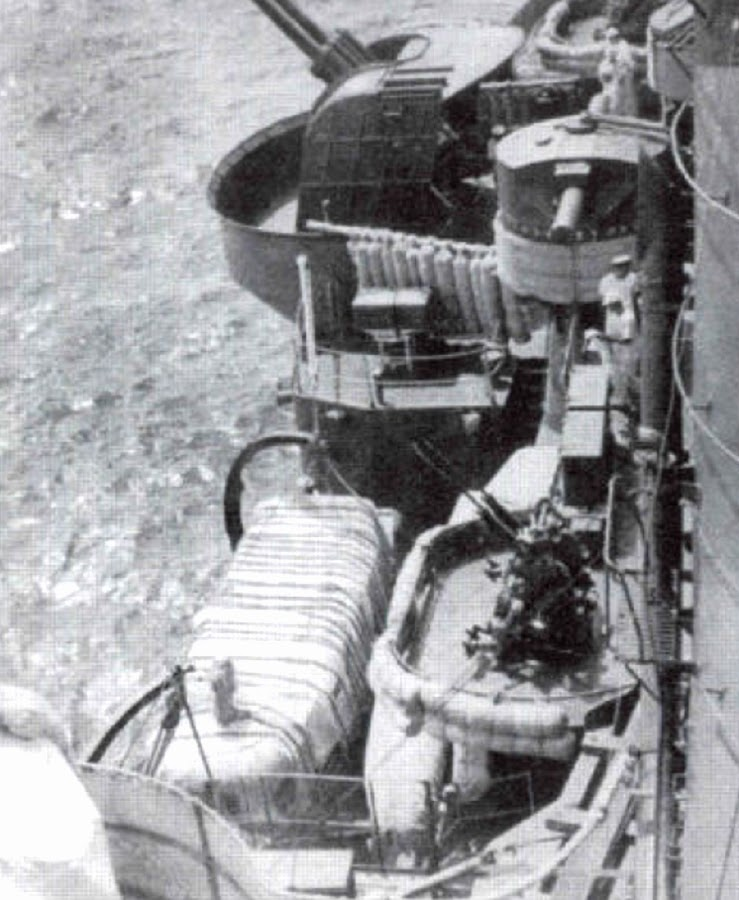
Центральна частина Хагуро, видні спарена 127-мм та спарена 25-мм зенітні установки, 1941 рік

Станом на початок лютого 1944-го японське командування вже розуміло, що Трук втратив своє значення й подальше базування тут значних сил наражає їх на небезпеку. Як наслідок, майже всі великі кораблі вивели звідси, зокрема 10—13 лютого Хагуро та ще 3 важкі крейсери під охороною 4 есмінців пройшли на Палау на заході Каролінських островів, а базу на Труці вже 17 лютого розгромило американське авіаносне з'єднання. З 9 по 22 березня Хагуро разом зі ще одним крейсером та есмінцем супроводив танкерний конвой до Балікпапану і Таракану (центри нафтовидобутку на сході острова Борнео) та назад на Палау (можливо відзначити, що через дії американських підводних човнів підвезення пального з Нідерландської Ост-Індії до Палау і Труку було вельми ризикованою справою).
29 березня — 2 квітня 1944-го всі крейсери з Палау (сюди також прибув з Японії ще один важкий крейсер) перешли до Давао, при цьому вже наступного дня після їх відбуття база на Палау була розгромлена при рейді авіаносного з'єднання. А 7—9 квітня цей загін (до якого приєднався легкий крейсер, що прибув у Давао з Японії) пройшов у район Сінгапуру до якірної стоянки Лінгга, де зосередились головні сили японського флоту (дії підводних човнів на комунікаціях вкрай ускладнювали доставку палива до Японії та підвели до рішення базувати флот у Південно-Східній Азії поблизу районів нафтовидобутку).
12—15 травня 1944-го Хагуро пройшов з Лінгга до Таві-Таві (у філіппінському архіпелазі Сулу поряд з нафтовидобувними районами острова Борнео). На той час японське командування очікувало швидкої ворожої атаки на головний оборонний периметр імперії, що після відходу з Труку проходив через Маріанські острови, Палау та захід Нової Гвінеї, а тому перевело флот ближче до цих районів.
30—31 травня 1944-го Хагуро разом зі ще одним важким крейсером та лінкором «Фусо» перейшли до Давао, після чого 2 червня цей загін вийшов для дистанційного прикриття операції з доставки підкріплень на острів Біак (біля північно-західного узбережжя Нової Гвінеї), де наприкінці травня висадилися союзники. Втім, невдовзі операцію скасували через втрату раптовості й надвечір 3 червня загін Хагуро попрямував назад до Давао.
За кілька діб командування вирішило здійснити ще одну спробу провести підкріплення на Біак і 7 червня 1944-го Хагуро та інший важкий крейсер полишили базу під охороною двох есмінців, причому на виході із затоки Давао один з есмінців був потоплений підводним човном. Втім, загін дистанційного прикриття й далі виконував завдання, а 11 червня прибув до острова Бачан (біля південно-західного завершення значно більшого острова Хальмахера), де в підсумку зібрались великі сили японців, зокрема 12 червня прибули обидва суперлінкори «Ямато» і «Мусаші».
Того ж 12 червня 1944-го американці розпочали операцію з оволодіння Маріанськими островами. Головні сили японського флоту вийшли для контратаки, причому кораблі з Бачану після переходу 13—16 червня приєднались до основного з'єднання. Під час битви 19—20 червня у Філіппінському морі Хагуро належав до «загону А», основну силу якого становили 3 авіаносці (2 з яких були 19 червня потоплені підводними човнами). У битві японці зазнали важкої поразки, а 22 червня Хагуро прибув на острів Окінава (південна частина архіпелагу Рюкю).
24 червня 1944-го корабель вже був у Куре, де за кілька діб пройшов певну модернізацію, яка полягала в демонтажі кормового торпедного апарата та встановленні 4 строєних та 16 одинарних установок 25-мм зенітних автоматів (що збільшило загальну кількість стволів такого калібру на крейсері до 52 одиниць). 1 липня 1944-го Хагуро полишив Внутрішнє Японське море, маючи на борту війська та припаси, і 4 липня був у [Маніла[Манілі]]. 8 липня крейсер відвідав Замбоангу (західне завершення Мінданао), а за кілька діб прибув до Сінгапура, де пройшов короткочасний доковий ремонт.
Починаючи з кінця липня 1944-го, Хагуро два з половиною місяці перебував на якірній стоянці Лінгга. 18 жовтня 1944-го флот полишив Лінгга для підготовки до протидії неминучій ворожій атаці на Філіппіни. Він пройшов через Бруней, після чого розділився на два з'єднання. Хагуро увійшов до ескорту головних сил адмірала Куріти, які 24 жовтня під час переходу через море Сібуян (внутрішня частина Філіппінського архіпелагу на південь від острова Лусон) стали ціллю для потужних ударів американської авіації, проте Хагуро не пошкодили. Далі Куріта вийшов до Тихого океану і 25 жовтня провів бій біля острова Самар з групою ескортних авіаносців. Під час останнього Хагуро був уражений малою — лише 45-кг — бомбою, проте вона вивела з ладу одну з башт головного калібру та змусила затопити її погріб боєзапасу, загинуло 30 моряків з артилерійської обслуги.
Після бою біля Самару розпочався відступ залишків японського флоту, перший етап якого знову пролягав через внутрішні моря Філіппін. 26 жовтня 1944-го в районі на захід від острова Панай з'єднання Куріти стало ціллю для повітряних атак, проте Хагуро не зазнав додаткових пошкоджень і 28 числа прибув до Брунею.

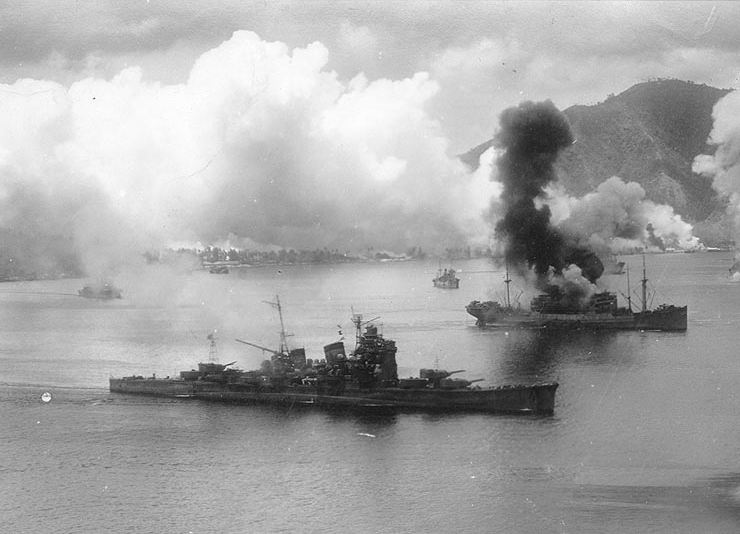
Хагуро під час авіаудару по Рабаулу 2 листопада 1943 року, на задньому плані горить транспорт

8 листопада 1944-го Яхагі разом з головними силами полишив Бруней, оскільки японське командування очікувало удару по цьому порту. Більшість кораблів вирушила перечікувати загрозливий період біля островів Спратлі, а 11 листопада повернулась до Брунею. Тут 16 числа унаслідок авіанальоту Хагуро зазнав незначних пошкоджень, а наступної доби знову вирушив разом із групою кораблів до островів Спратлі. 19 листопада японські кораблі рушили звідси до Лінгга, при цьому Хагуро в підсумку відокремився та прибув 22 листопада в Сінгапур для ремонту, під час якого демонтували гармати пошкодженої башти.
16 грудня 1944-го Хагуро полишив док, а за дві доби вийшов у море на допомогу важкому крейсеру «Мьоко», торпедованому підводним човном. 19 грудня крейсери зустрілись, проте через шторм лише за добу Хагуро зміг узяти пошкоджений корабель на буксир. 25 грудня «Мьоко» довели до Сінгапура.
Наступні кілька місяців Хагуро провів у районі Сінгапура — на якірній стоянці Лінгга, в ремонтних доках, на військово-морській базі Селетар. 20 березня 1945-го, коли крейсер змінював місце стоянки на тільки-но згаданій базі, неподалік від нього здетонувала міна, проте це не завдало Хагуро нових пошкоджень.
Врахувавши співвідношення сил, Хагуро більше не посилали в бойові рейди, а використовували як швидкохідний транспорт для перевезення військ і припасів. Наприклад, 9—14 квітня 1945-го він у супроводі есмінця «Камікадзе» здійснив перехід з Сінгапуру до Батавії, куди доправив сім сотень бійців, і назад. А на початку травня його почали готувати для рейсу до Порт-Блер (Андаманські острови), для чого на сінгапурській верфі демонтували торпедні апарати, щоб звільнити місце для розміщення вантажів. Крім того, з тією ж метою з погребів вивантажили частину снарядів головного калібру. 9 травня Хагуро полишив Сінгапур у супроводі все того ж «Камікадзе».
Британське командування отримало інформацію про вихід Хагуро й вирішило спробувати знищити його, для чого виділило 2 лінкори, 4 ескортні авіаносці, 1 важкий та 2 легкі крейсери під охороною есмінців. 10 травня повітряна розвідка японців помітила ворожі кораблі, після чого Хагуро повернув назад і 11 числа прибув у Сінгапур. Втім, це не означало відмови від операції і 14 травня крейсер знову рушив у море. Після опівдня 15 травня надійшли повідомлення про виявлення авіарозвідкою ворожого крейсера та двох есмінців у районі північного завершення Суматри і на Хагуро знову дістали наказ на розворот. Втім, це вже не допомогло уникнути зіткнення з британцями, які вислали вперед швидкохідні есмінці. Невдовзі після опівночі 16 травня Хагуро зустрівся з 5 есмінцями, які, готуючись до бою, вишикувались напівкільцем, а при наближенні ворога атакували його з різних сторін торпедами. Кілька з них (три чи чотири) влучили у крейсер та завдали йому серйозних пошкоджень, зокрема після другої торпеди Хагуро втратив хід. Крейсер певний час вів вогонь у відповідь та зміг пошкодити один есмінець, проте доволі швидко втрата енергії позбавила його можливості використовувати башти головного калібру. Дещо більш ніж за годину після ураження першою торпедою Хагуро затонув, загинув 751 моряк. «Камікадзе», який вцілів у нічному бою, повернувся до місця загибелі Хагуро 17 травня та зміг підібрати понад три сотні вцілілих.